# Onoterapia

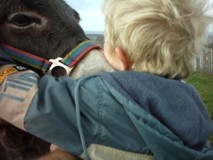
Onoterapia

Onoterapia – odmiana hipoterapii lub samodzielna dyscyplina z dziedziny zooterapii. Zwierzęciem, które wykorzystuje się w onoterapii jest osioł (Equus asinus asinus), jedno z najwcześniej udomowionych zwierząt jucznych, używanych czasami jako zwierzę pociągowe lub wierzchowe. W onoterapii sporadycznie wykorzystuje się też muły i ośliki.

## Cechy osłów przydatne w terapii
Pomimo naturalnych podobieństw do konia, osioł ma cechy, które szczególnie predestynują go do pracy z dziećmi. Są to:
1. Wygląd – osioł jest z reguły mniejszy od konia (często ma rozmiar kuca szetlandzkiego), nie wzbudza więc lęku. Poza tym jego wygląd czyni z niego sympatyczną karykaturę konia – ma ciosany łeb, wielki brzuch, często łękowaty grzbiet.
2. Charakter – osioł jest wrażliwy, wierny, towarzyski i ciekawski. Struktura społeczna dzikich osłów różni się diametralnie od struktury społecznej dzikich koni: stadu, składającemu się z dość luźno ze sobą związanych osobników, przewodzi najbardziej doświadczona oślica. Ogiery to często niewykazujący terytorializmu samotnicy. Klacze i wałachy – pomimo przysłowiowego oślego uporu – są znacznie bardziej uległe niż ich końskie odpowiedniki.
3. Wytrzymałość – nie jest tak wymagający pod względem ilości i jakości pożywienia i wody, co koń.
4. Bezpieczeństwo – jako niższy i mniej płochliwy od konia osioł doskonale nadaje się do wszelkich zajęć z dziećmi. Nawet wykazujące terytorializm ogiery, pod odpowiednią ręką, nie stwarzają zagrożenia.
5. Chód osła – osioł jest bardziej stateczny niż koń. Pod siodłem niechętnie przechodzi do kłusa, a tylko sporadycznie i bez obciążenia do galopu. Idąc stępem osioł ma proporcjonalnie dłuższy krok niż koń, jednocześnie ma węższy grzbiet, co ułatwia jazdę.

## Zastosowanie onoterapii
Onoterapia zalecana jest dla osób z wielorakimi zaburzeniami i uszkodzeniami. W terapii mogą brać udział dzieci z:
- dysfunkcją wzroku
- uszkodzeniami neurologicznymi, w tym z mózgowym porażeniem dziecięcym, z ADHD, po urazach czaszkowo-mózgowych
- chorobami psychicznymi i zaburzeniami emocjonalnymi
- upośledzeniem umysłowym
- niedostosowaniem społecznym
- z wadami ortopedycznymi w tym skoliozą, wadami postawy, po amputacji lub niedorozwojem kończyn
- wadami genetycznymi np. zespół Downa
- wodogłowiem, przepukliną oponowo-rdzeniową
- opóźnieniem ruchowym
- chorobami mięśni